# NGC 5920
NGC 5920 је лентикуларна галаксија у сазвежђу Змија која се налази на NGC листи објеката дубоког неба.
Деклинација објекта је + 7° 42' 32" а ректасцензија 15h 21m 51,8s. Привидна величина (магнитуда) објекта NGC 5920 износи 13,7 а фотографска магнитуда 14,7. NGC 5920 је још познат и под ознакама UGC 9822, CGCG 49-145, 3C 318.1, PGC 54839.